# Langues dusuniques
Les langues dusuniques sont un sous-groupe de langues de la branche malayo-polynésienne des langues austronésiennes. 
Elles sont parlées sur l'île de Bornéo, en Malaisie et à Brunei par des populations qui portent divers noms, les Dusun, les Kadazan ou les Bisaya. 

## Particularités du groupe

Carte des langues philippines-bornéo

Les langues dusuniques sont souvent présentées comme étant apparentées, avec d'autres groupes de langues parlés sur l'île de Bornéo aux langues philippines et formant un groupe philippines-bornéo.
Cette parenté est rejetée par Blust et Adelaar. Pour ces deux linguistes, les langues dusuniques sont rattachées aux langues sabahanes. Celles-ci forment, avec les langues sarawak du Nord, les langues bornéo du Nord, un des sous-groupes du malayo-polynésien occidental.

## Liste des langues
Les langues dusuniques sont:
- langues bisaya: 
  - bisaya de Brunei
  - bisaya de Sabah
  - bonggi
  - tatana
- langues dusun: 
  - langues dusun centrales: 
    - dusun central:
    - sugut dusun
    - tambunan dusun
    - tempasuk dusun
    - kota marudu tinagas
    - minokok

  - labuk kinabatangan kadazan
  - gana
  - kadazan côtier
  - kadazan de la rivière Klias
  - kimaragang
  - kota marudu talantang
  - kuijau
  - lotud
  - papar
  - rungus
  - tobilung
  - dumpas

## Sources
- (en) Adelaar, Alexander, The Austronesian Languages of Asia and Madagascar: A Historical Perspective, The Austronesian Languages of Asia and Madagascar, pp. 1-42, Routledge Language Family Series, Londres, Routledge, 2005,  (ISBN 0-7007-1286-0)